# 稲田登戸病院
国家公務員共済組合連合会稲田登戸病院（こっかこうむいんきょうさいくみあいれんごうかいいなだのぼりとびょういん）は、かつて日本に存在した医療機関。国家公務員共済組合連合会立の総合病院であった。所在地は神奈川県川崎市多摩区枡形6-1-1。
1949年（昭和24年）開院。施設の老朽化にともない改築の必要に迫られたが、地権者の許可が得られず、2006年（平成18年）3月31日をもって閉院。2018年11月、跡地にはマンションが建設された。

## 閉院までの経緯
開院当初は結核病棟があり、結核患者用の隔離病棟も存在した。その後は時代の変化とともに一般的な総合病院として、長らく地域医療を支えてきたが、国家公務員共済組合連合会の病院再編計画により、2002年に廃止対象となった。
病院の敷地の3分の1が、国家公務員共済組合連合会の所有地および国有地で、残りは私有地であった。施設老朽化のため改築の必要に迫られていたが、その私有地部分の地権者が土地の返還を求めたことで、当地での改築は困難となった。
これに対し、多摩区町会連合会など地域住民、同病院の職員労働組合や地元医師会などの間で、稲田登戸病院の存続を要望する声が上がり、「稲田登戸病院存続を求める住民の会」が結成された。病院存続を求める署名活動も行われ、2004年には川崎市と国家公務員共済組合連合会に対し、8万人を超える署名を集めて病院存続を陳情した。
病院存続を求める陳情署名を受け、国家公務員共済組合連合会は川崎市に対し、代替地と建物の無償提供を条件として病院存続を提案した。これに対して川崎市は、2006年2月に川崎市立多摩病院（376床）の開設を予定しており、国家公務員共済組合連合会や住民の要望には応えられないとして退けた。そのため合意に至らず、国家公務員共済組合連合会は稲田登戸病院の閉院を決定し、計画どおり2006年3月末日をもって閉院された。
川崎市北部は、東京のベッドタウンとして宅地化が進んで急増した人口に対し、医療機関や病床数が少ない状態であった。特に多摩区には他に大規模な総合病院がなく、稲田登戸病院の存在は大きかった。また区外の聖マリアンナ医科大学病院（宮前区）などに通院する患者も多かった。そのため閉院の計画には地域住民の反対も大きかったが、川崎市もその対策として、川崎市立多摩病院を開院することで解決を図った。
稲田登戸病院の閉院と前後して、2006年2月1日に川崎市立多摩病院が開院し、指定管理者制度にもとづき聖マリアンナ医科大学が運営を行うこととなった。
患者カルテの管理業務は、同じ国家公務員共済組合連合会立の立川病院（東京都立川市）に引き継がれ、問い合わせを受け付けている。
その後病院の建物は廃墟化し、廃墟マニアなどによる不法侵入が相次ぎ火事も起きたが、2011年に解体された。
2018年11月になり小田急線向ヶ丘遊園駅南口より徒歩5分と交通の便もよく、生田緑地にも近い好立地のため、跡地には東京建物のマンション「Brillia（ブリリア）向ヶ丘遊園」が建設され分譲された。
なおこの病院では1980年代に、テレビドラマ「私鉄沿線97分署」第30話でロケーション撮影が行われたことがある。

## 診療科
- 内科
- 精神科
- 神経内科
- 呼吸器科
- 消化器科
- 循環器科
- 小児科
- 外科
- 整形外科
- 脳神経外科
- 呼吸器外科
- 皮膚科
- 泌尿器科
- 肛門科
- 産婦人科
- 眼科
- 耳鼻咽喉科
- 放射線科
- 心療内科
- 麻酔科

## 交通アクセス
- 小田急小田原線向ヶ丘遊園駅南口より徒歩5分